# Tòlmides
Tòlmides (engrec antic: Τολμίδης) fou un general (estrateg) atenès de la Primera Guerra del Peloponès.
L'any 455 aC va convèncer l'assemblea d'enviar-lo amb una flota a vorejar el Peloponnès per saquejar el territori enemic. Segons Diodor de Sicília, hom li va concedir mil homes a elegir, però se n'hi varen unir fins a 3000 com a voluntaris.
En la seva expedició, va destruir l'arsenal espartà a Gítion, va conquerir Calcis (una ciutat dels corintis) i va desembarcar a Sició derrotant a les tropes que el van atacar. Segons Diodor de Sicília també havia ocupat abans Metone, però la va haver d'evacuar en arribar ajuda espartana. Als locris ozolis els va arrabassar Naupacte, i va establir allí als messenis que s'havien salvat de la mort al setge d'Itome.
Al seu retorn a Atenes va portar clerucs atenesos per a instal·lar-los com a colons a Eubea i Naxos.
El 447 aC quan els exiliats beocis van retornar i es van apoderar de Queronea i Orcomen, es va oferir per dirigir un cos de voluntaris contra els revoltats. Pèricles s'hi va oposar en debades, argumentant que l'expedició estava mal organitzada, però Tòlmides, sortint-se amb la seva, va anar a Beòcia amb 1000 atenencs i alguns soldats d'estats aliats, i va ocupar Queronea on va deixar una guarnició. Però prop d'allí va ser sorprès per una força dels exiliats beocis que s'havien unit als d'Orcomen, i a exiliats locris i d'Eubea. A la batalla, els atenencs van ser totalment derrotats i Tòlmides hi va morir, com expliquen Tucídides, Plutarc i Pausànias, a més de Diodor de Sicília.